# Echinacea pallida
Echinacea pallida là một loài thực vật có hoa trong họ Cúc. Loài này được (Nutt.) Nutt. mô tả khoa học đầu tiên năm 1840.